# Pandémie de Covid-19 dans l'art et la culture
Ne doit pas être confondu avec Conséquences de la pandémie de Covid-19 sur le secteur culturel qui parle des conséquences socio-économiques du secteur.

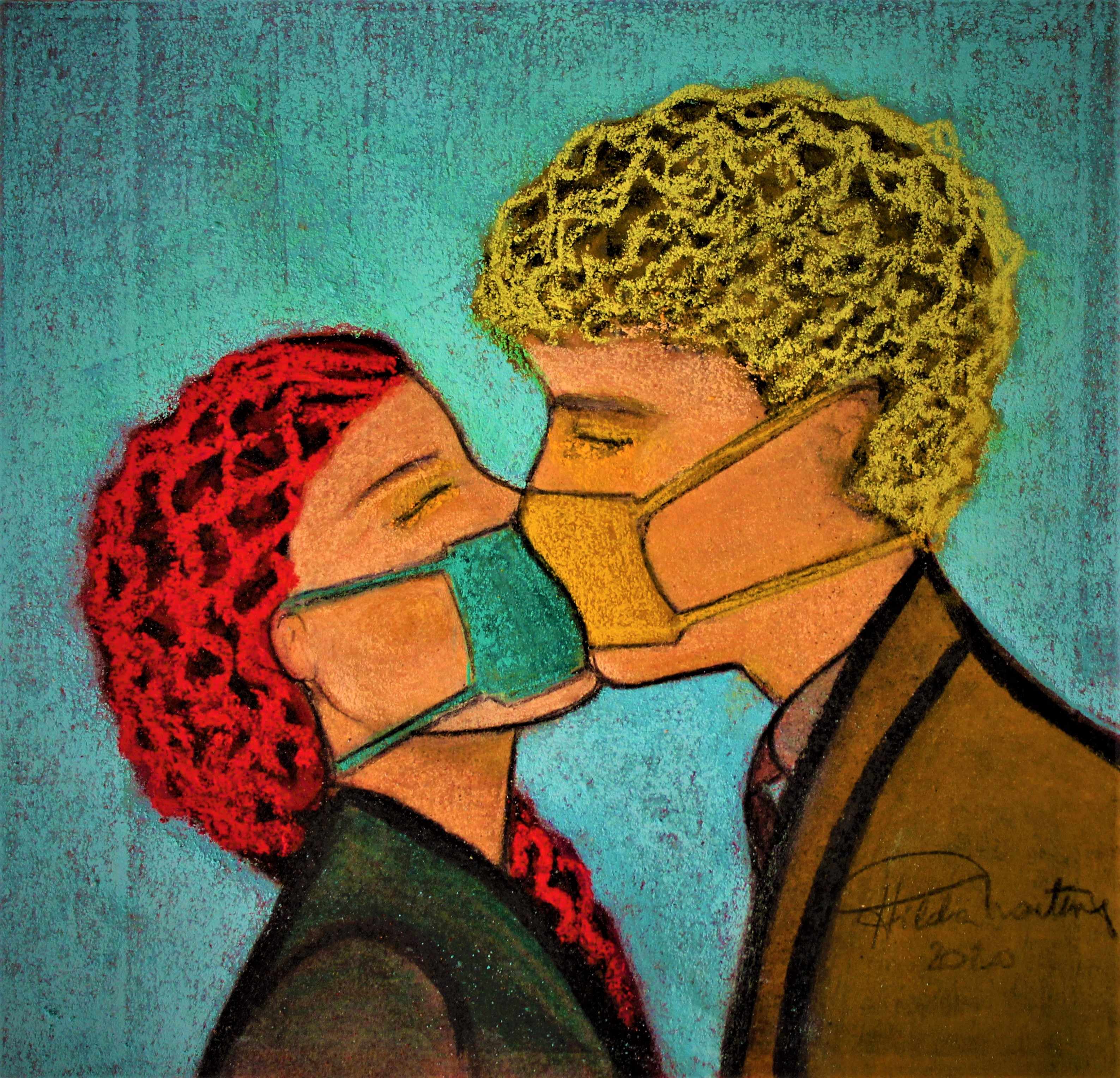
Une oeuvre d'art pendant la Covid-19

La pandémie de Covid-19 donne lieu à diverses œuvres artistiques, pratiques et représentations culturelles.

## Cinéma
Le film de science-fiction Contagion de Steven Soderbergh, sorti en 2011, qui raconte une pandémie causée par un virus provenant de la mutation d'un virus de chauve-souris dans un marché en Chine, connaît un regain d'intérêt. Le film est jugé particulièrement pertinent et même prémonitoire, notamment en raison de l'effort de documentation du scénariste Scott Z. Burns, qui affirme avoir échangé pendant deux à trois ans avec des experts en épidémiologie et visité le CDC afin que le film soit le plus réaliste possible,,,,.
L'animatrice et productrice américaine Oprah Winfrey produit en mars et avril 2020, Oprah Winfrey : Parlons COVID-19 (version originale anglaise: Oprah Talk COVID-19), une série originale d'Apple qui vise à informer et discuter de la pandémie, en interviewant à distance des personnes de différents horizons. Les personnes interrogées sont des médecins, des infirmiers, des célébrités, des gens ayant déjà fait face à de grosses crises, ou encore des personnalités religieuses, qui sont touchées ou non par le virus,,,.
Le film Borat, nouvelle mission filmée a été tournée aux États-Unis lors de l'épidémie et intègre cette dernière dans l'intrigue. L'épidémie est également au centre du film Songbird qui se déroule dans un futur où le virus a muté et les mesures de sécurités renforcées. Il s'agit du premier film tourné à Los Angeles pendant la période de confinement aux États-Unis. Néanmoins, le film reçoit des critiques avant sa sortie, accusé de profiter de la pandémie, encore en cours, et de romantiser le sujet.
Le film britannique Locked Down (2021) de Doug Liman évoque un couple qui voulait se séparer. En raison de la pandémie de Covid-19 et du confinement, ils vont devoir cohabiter encore un moment. Ils vont alors élaborer un plan pour braquer la bijouterie du grand magasin de luxe Harrods.
Le thriller KIMI (2022), réalisé par Steven Soderbergh, se déroule durant la pandémie à Seattle.
En avril 2021 sort sur Apple TV+ L'année où la Terre a changé de Tom Beard. Ce documentaire a pour sujet l'irruption d'animaux dans des espaces urbanisés, un temps désertés par les hommes du fait des confinements liés à la pandémie.
Le film 8 Rue de l'Humanité de Dany Boon sort en 2021 sur Netflix, il raconte la vie d'un immeuble parisien durant le confinement.

## Série télévisée
Le tournage et le déroulement de l'histoire de la saison 11 de la série Shameless se passe durant la pandémie. Cette ultime saison a vu son scénario modifié, pour pouvoir voir évoluer les acteurs pendant cette crise. L'actrice Emmy Rossum, qui a quitté la série lors le la saison 9, n'a pas pu participer à l'ultime épisode de cette saison finale à cause des restrictions et des quarantaines présentes aux États-Unis lors du tournage.
La série québécoise Épidémie n'est pas directement à propos de l'événement mais la fin de sa diffusion la veille où l'OMS déclare l'épidémie comme une pandémie, est pour le moins surprenant.

## Littérature
Divers romans traitant d'épidémies connaissent des regains d'intérêts et des hausses de leurs ventes, comme La Peste d'Albert Camus (1947), L'Aveuglement de José Saramago (1995). D'autres sont soulignés comme étant prémonitoires de par leur scénarios, comme Pandemia de Franck Thilliez (2016), qui évoque une épidémie de grippe aviaire, ou certains de leurs éléments romanesques, comme Les Yeux des ténèbres de Dean Koontz (1981), qui imagine l'existence d'un mystérieux virus nommé Wuhan-400,,, et le roman science-fiction post-apocalyptique, L'Année du lion de Deon Meyer (2016), qui met en scène la disparition de 90 % de l'humanité à la suite d'une pandémie causée par un virus venu d'Afrique, le « viruscorona »,. Un roman a déjà traité de la pandémie de 2020 : La Couronne du diable d'Alexandre Najjar paru chez Plon. En mai 2021, parait Éloge du Cygne de David Chapon chez Tohubohu et Renaud Delourme, à la fois roman et premier journal de confinement publié, qui traite de la pandémie au moment de la première vague en France, à travers une héroïne médecin en première ligne, et un narrateur confiné chez lui. D'abord mis en ligne gratuitement pendant l'année 2020, le roman est repéré sur internet où il est sélectionné pour le Prix de l'Auteur Indépendant avant d'être proposé à la publication par un éditeur. Enfin, dans son premier roman dénommé Prison Bank Water, écrit avant l'évocation de la pandémie de Covid-19 dans les médias et publié en janvier 2020, l'écrivain français Gérard Saryan évoque l'apparition soudaine d'un virus mystérieux dans une prison sous-marine, à la suite d'étranges manipulations.

## Jeux vidéo
Le jeu vidéo Plague Inc. (2012) connaît également un regain d'intérêt, malgré sa suppression de l'App Store chinois.

## Musique
Le groupe américain Twenty One Pilots publie le 9 avril 2020 le clip de leur dernière chanson sur leur chaîne Youtube. Intitulée Level of Concern, la chanson est du point de vue d'une personne qui demande à son/sa partenaire de confiner ensemble. Le clip a été filmé alors que les deux membres du groupe étaient confinés avec leur famille respective
Renaud sort aussi une chanson traitant du coronavirus
En France, Hk chante Danser encore en guise de protestation face aux mesures sanitaires prises par le gouvernement durant la pandémie de Covid-19.
La création et le développement rapide sur internet d'un genre musical, le bardcore, est directement lié à la pandémie de Covid-19 et notamment aux périodes de confinement.
Le groupe de death metal Cattle Decapitation fait un clip sur la chanson Bring back the plague filmé durant le premier confinement de mars 2020, les membres du groupes se filment à leur domicile avec différents accessoires (masque, gants etc) et on peut apercevoir le chanteur du groupe regarder des reportages sur les différents événements de la crise comme des batailles en magasin pour du papier toilette.

## Actions artistiques
Diverses actions artistiques sont lancées pour informer des dangers de la pandémie, encourager la population et les professionnels qui y sont le plus confrontés comme le personnel de santé. Des artistes asiatiques enregistrent ainsi des chansons relayant les directives de l'OMS pour attirer l'attention de la population sur le danger du virus, encourager les agents de santé et donner espoir aux malades.
Divers œuvres sont composées par des musiciens français. Le chanteur Jean-Jacques Goldman reprend sa chanson Il changeait la vie en hommage au personnel soignant et d'autres professionnels en activité comme les forces de l'ordre, les livreurs, les caissiers, etc.[réf. nécessaire] Pascal Obispo compose le titre Pour les gens du secours sur un texte de Marc Lavoine, accompagné de Florent Pagny, et verse l’intégralité des droits à la Fédération hospitalière de France et à la Fondation des Hôpitaux de France.[réf. nécessaire]
À l'initiative du rappeur marseillais Soprano, du gagnant de The Voice Slimane et de Patrick Fiori, une chanson à l'auteur inconnu est composée et jouée dans un clip réunissant 350 artistes et personnalités. Le clip contient des paroles chantées et des messages vidéo de remerciement au personnel soignant. La démarche est faite au profit de la Fondation Hôpitaux de Paris/Hôpitaux de France, complétée par un appel aux dons sur les réseaux sociaux.[réf. nécessaire]
Les chanteurs britanniques Chris Martin, Dua Lipa ou encore Rita Ora ont enregistré une reprise du morceau Times Like This des Foo Fighters. Toutes les recette de la vente du morceau sont reversées à des associations caritatives luttant contre la pandémie de Covid-19.[réf. nécessaire]
Le concert[Lequel ?] a débuté à 2 heures en France (heure française), et a été retransmis en direct sur les plateformes france.tv, 6play, France 2, CStar et W9.[réf. nécessaire]
En Italie, dans toutes les villes du pays, les habitants chantent à leurs balcons pour se donner du moral. Ils programment des week-ends musicaux pour entonner tous ensemble les grands classiques,,.